# خرم أباد (شمس أباد)
خرم أباد (بالفارسية: خرم‌آباد) هي قرية تقع في إيران في مركزي. يقدر عدد سكانها بـ 763 نسمة .